# Reglamento de sucesión de 1713
El Nuevo reglamento sobre la sucesión en estos Reinos, fue una norma aprobada por Felipe V el 10 de mayo de 1713. Fue conocido a la postre por algunos como Ley de Sucesión Fundamental, dado que esa era su función y su importancia, si bien no era su nombre formal. También es conocido como Auto Acordado del 10 de mayo de 1713. Mal llamado posteriormente  como Ley Sálica o Ley Semi-sálica, ya que sálico tiene que ver con el pueblo salio.

## Sinopsis
El rey Felipe V quiso establecer en España una ley de sucesión, según la cual tenían preferencia los varones sobre las mujeres. Presentó este proyecto a las Cortes en 1713 pero estas discordaron con el rey, de modo que no pudo ser aprobada. Las Cortes llevaban reunidas en Madrid desde el 5 de noviembre de 1712 y Felipe V, ayudándose con su Consejo de Estado, expone sus razones y las Cortes aprueban la Ley de Sucesión Fundamental el 10 de mayo de 1713. Esta ley sí permitía reinar a mujeres, pero solamente si no hubiera herederos varones en la línea principal (hijos) o lateral (hermanos y sobrinos).
En 1789, bajo el reinado de Carlos IV, fue aprobada por las Cortes la Pragmática Sanción que anulaba este Auto Acordado, y restablecía la sucesión a la Corona, con base en las Siete Partidas castellanas, en las que las mujeres podrían reinar si no existían hermanos (línea principal). Sin embargo, por cuestiones de política exterior motivadas por el estallido de la Revolución francesa, la ley no se hizo pública.
Esta situación fue expresada por el conde de Floridablanca, entonces secretario de Estado:

No pareció conveniente indisponerse con ambas Cortes [Francia y Nápoles, donde reinaban sendas ramas de los Borbones] ni acelerar la publicación de un acto que ya está completo en la substancia, aunque reservado.

Años después surgió el problema planteado por la falta de descendencia del monarca Fernando VII. Por ello tras su casamiento con su cuarta esposa su sobrina la reina María Cristina de Borbón-Dos Sicilias, ante el embarazo de la reina decidió rescatar la Pragmática Sanción de su padre y fue aprobada el 29 de marzo de 1830 independientemente de que el futuro heredero fuera niño o niña, como así ocurrió con el nacimiento de la princesa Isabel ese mismo año. Así, la Pragmática de 1830, explicadas las razones por las que se mantuvo en secreto la Ley decretada por Carlos IV, se limitaba a publicar el texto aprobado en 1789. En palabras del historiador Federico Suárez Verdeguer:

La Pragmática Sanción de 1830 no es otra cosa sino la publicación del acuerdo de las Cortes de 1789 convertido en Ley fundamental; por tanto, la vuelta a la Ley de Partidas y al derecho de las hembras a la sucesión.

Carlos María Isidro, hermano del rey, y hasta ese momento sucesor al trono no aceptó la situación y procuró sin conseguirlo la vuelta al Auto Acordado de 1713. En 1833 recibió la orden de abandonar España. Ya en Portugal, apoyado en sus vínculos familiares con la dinastía reinante, retrasó una y otra vez su salida, se negó a volver a Madrid a jurar fidelidad a Isabel como sucesora, ni aceptó hacerlo ante el embajador Luis Fernández de Córdoba (abril de 1833). Fernando VII acabó por confiscarle sus bienes, enviándole una fragata con la orden de que el capitán entregase 400.000 reales a Carlos una vez que el navío hubiese zarpado. Pero no solo volvió a negarse a embarcar, sino que comunicó a los principales gobiernos europeos su decisión de no renunciar al trono de España.
Muerto Fernando VII en septiembre de 1833, la reina Isabel II quedó bajo la regencia de su madre. La no aceptación por parte de su tío y sus partidarios, los llamados carlistas, de la nueva situación política sería una de las causas de la Primera Guerra Carlista (1833-1840), a la que sucederán dos enfrentamientos más a lo largo del siglo XIX. Pese a fracasar en la consecución de sus objetivos por vía militar, el movimiento carlista siguió activo en el país a través del movimiento político de la Comunión Tradicionalista (1869-1971), especialmente durante la dictadura franquista. Ya casi al final del franquismo sufrieron una escisión dentro del movimiento que lo mantiene dividido hasta el día de hoy.